# Transfergesellschaft
Die Transfergesellschaft ist ein arbeitsmarktpolitisches Instrument, das (indirekt) in § 111 SGB III (bis 31. März 2012: § 216b SGB III a.F.) definiert ist. Transfergesellschaften verfolgen den Zweck, konkret von Arbeitslosigkeit bedrohten Mitarbeitern eines Betriebes im Rahmen einer maximal zwölfmonatigen Beschäftigung neue Beschäftigungsverhältnisse zu vermitteln. Sie haben ausschließlich das Ziel, die betreuten Beschäftigten so schnell wie möglich wieder in neue Beschäftigungsverhältnisse zu vermitteln. Der Wechsel in eine Transfergesellschaft ist für die von Arbeitslosigkeit bedrohten Beschäftigten freiwillig. Transfergesellschaften werden über ein gesetzlich definiertes Verfahren in enger Zusammenarbeit mit der Agentur für Arbeit installiert.

## Aufbau einer Transfergesellschaft
Der Aufbau einer Transfergesellschaft erfolgt über eine Einigung zwischen Arbeitnehmer- und Arbeitgebervertretungen in einem Unternehmen, und einer „Information über Betriebsänderungen“ nach § 2 Abs. 3 SGB III bei der zuständigen Agentur für Arbeit. Diese Einigung erfolgt meist über einen Zusatz im Sozialplan oder über einen eigens verabschiedeten Transfersozialplan, der den Arbeitnehmern konkrete Vermittlungs- und Qualifizierungsangebote macht.
Meistens wird eine „Dritte Partei“ beauftragt, die die Transfergesellschaft führt und die von Arbeitslosigkeit Betroffenen in einer Transfergesellschaft beschäftigt. Die Transfergesellschaft nutzt während des laufenden Beschäftigungsverhältnisses die Kündigungsfrist, um Mitarbeiter nahtlos in eine neue Tätigkeit zu vermitteln. Anhand eines Vertrages verständigen sich das Unternehmen und die Organisation, die mit der Transfergesellschaft beauftragt wurde, über die Zusammenarbeit in der Transfergesellschaft. Das Unternehmen schließt mit dem jeweiligen Mitarbeiter einen Aufhebungsvertrag und zur gleichen Zeit schließt dieser Mitarbeiter einen befristeten Arbeitsvertrag mit der Transfergesellschaft (dreiseitiger Vertrag). Die Mitarbeiter, die zu einem bestimmten Zeitpunkt den Wechsel in eine Transfergesellschaft vollziehen, werden in einer betriebsorganisatorisch eigenständigen Einheit (beE) zusammengefasst.

## Inhaltliche Ausgestaltung und Funktion von Transfergesellschaften
Die inhaltliche Ausgestaltung einer Transfergesellschaft wird üblicherweise zwischen der Arbeitnehmervertretung und der Unternehmensleitung ausgehandelt.
Die finanzielle Basis für die in die Transfergesellschaft eingetretenen Beschäftigten bildet das Transferkurzarbeitergeld. Es wird im Rahmen des Aufbaus einer Transfergesellschaft bei der zuständigen Agentur für Arbeit von der Transfergesellschaft beantragt und ist in etwa so hoch wie das Arbeitslosengeld. Der Bezug des Transferkurzarbeitergeldes ist auf maximal zwölf Monate begrenzt und hat keinen Einfluss auf die Dauer eines eventuell anschließenden Bezugs von Arbeitslosengeld I. Die Beschäftigung in der Transfergesellschaft hat aus diesem Grund sozialversicherungsrechtlich eine Verschiebung des Beginns der Arbeitslosigkeit zur Folge.
Häufig wird das Transferkurzarbeitergeld von dem entlassenden Unternehmen „aufgestockt“, so dass die Mitarbeiter der Transfergesellschaft bis zu 100 % ihrer vormaligen Bezüge erhalten können. Die Finanzierung der Transfergesellschaft erfolgt über das Unternehmen, die Transferkurzarbeitergeld zahlenden Agenturen für Arbeit und manchmal unter Einschaltung eines Treuhänders, ebenso das sogenannte Profiling, eine dem Beginn der Transferkurzarbeit vorgeschaltete Evaluierungsmaßnahme zur Erfassung möglicher Qualifizierungen und von Vermittlungseckpunkten.
Die arbeitspolitische Funktion der Transfergesellschaft besteht in der Vermittlung der von Arbeitslosigkeit bedrohten Beschäftigten. Zur Vermittlung stehen Transfergesellschaften unterschiedliche Instrumente zur Verfügung. Weiterbildungsmaßnahmen, die vom entlassenden Unternehmen, Stiftungen und in enger Zusammenarbeit mit der Arbeitsverwaltung z. B. aus Mitteln des Europäischen Sozialfonds finanziert werden, helfen den Mitarbeitern in der Transfergesellschaft, sich beruflich neu zu orientieren oder so zu qualifizieren, dass ihre Vermittlungschancen verbessert werden.

## Voraussetzungen einer Transfergesellschaft

### Betriebliche Voraussetzungen
Zunächst muss eine sogenannte Betriebsänderung nach § 111 BetrVG vorliegen. Unterschieden wird hierbei – nach der Anzahl der vom Personalabbau betroffenen Beschäftigten – zwischen Personalabbau ohne bestimmte Größenordnung und bloßem Personalabbau.
Liegt eine der folgenden Bedingungen vor, ist keine Mindestanzahl von Arbeitnehmern zur Errichtung einer Transfergesellschaft vorgeschrieben:
- Einschränkung und Stilllegung des ganzen Betriebes oder von wesentlichen Betriebsteilen
- Verlegung des ganzen Betriebes oder von wesentlichen Betriebsteilen, Zusammenschluss mit anderen Betrieben oder die Spaltung von Betrieben
- grundlegende Änderungen der Betriebsorganisation, des Betriebszweckes oder der Betriebsanlagen
- Einführung grundlegend neuer Arbeitsmethoden und Fertigungsverfahren

Für den bloßen Personalabbau gelten allerdings folgende Größenordnungen:
- Betriebe mit 21 bis 59 Arbeitnehmern: 6 Arbeitnehmer
- Betriebe mit 60 bis 499 Arbeitnehmern: 10 % oder mehr als 25 Arbeitnehmer
- Betriebe mit 500 bis 599 Arbeitnehmern: 30 Arbeitnehmer
- Betriebe mit über 600 Arbeitnehmern: 5 % der Arbeitnehmer[2]

Hinzu kommt, dass im Vorfeld der Maßnahme, also noch vor Abschluss des Sozialplanes eine Beratung durch die zuständige Agentur für Arbeit zwingend erfolgen muss.

### Persönliche Voraussetzungen für die Arbeitnehmer zum Eintritt in eine Transfergesellschaft
Damit der – vom Personalabbau betroffene – Arbeitnehmer zum Eintritt in eine Transfergesellschaft berechtigt ist, muss er von Arbeitslosigkeit bedroht sein und sich zwingend vor Übergang in die Transfergesellschaft arbeitsuchend gemeldet haben.
Zusätzlich muss er an einer arbeitsmarktlich zweckmäßigen Maßnahme zur Feststellung der Eingliederungsaussichten (dem sog. Profiling) teilgenommen haben.
Letzteres hat der Transferanbieter vor dem Wechsel in die Transfergesellschaft mit dem Mitarbeiter durchzuführen und das Ergebnis der zuständigen Agentur für Arbeit zu übermitteln.

## Funktionale Zielsetzungen von Transfergesellschaften
Transfergesellschaften sind im Kontext umfassender Rationalisierungsmaßnahmen und dem damit einhergehenden Personalabbau zu einem prominenten Instrument moderner Arbeitsmarktpolitik geworden. Den Unternehmen wird mit dem Instrument der Transfergesellschaft ein Mechanismus bereitgestellt, der es ermöglicht, Arbeitsplätze „sozial verträglich“ abzubauen. Trotz der meist erheblichen Kosten, die mit der Installierung einer Transfergesellschaft verbunden sind, bieten sich den Unternehmen mit dem Instrument der Transfergesellschaft folgende Vorteile:
- Imagegewinn trotz betrieblich notwendiger Personalanpassung
- Vermeidung von Kündigungsfristen, denn die Arbeitnehmer treten sofort über, die ansonsten zu bezahlenden Auslauflöhne/-gehälter werden in die Finanzierung der Arbeitsverhältnisse in der Transfergesellschaft umgewandelt
- Verbesserung der Liquidität, weil die Auslauflöhne/-gehälter in der Regel über einen wesentlich längeren Zeitraum ausgereicht werden als bei bloßer Weiterzahlung während der Kündigungsfrist
- Vermeidung von Kündigungsschutzklagen einschließlich der bilanzrechtlichen Konsequenzen
- Bessere Kalkulierbarkeit der Kosten des Personalabbaus

Für die von der Kündigung betroffenen Mitarbeiter bedeutet der Eintritt in eine Transfergesellschaft:
- Vermeidung bzw. zeitliche Verschiebung von Arbeitslosigkeit (Aufschub des Arbeitslosengeld-Bezugs für die Dauer der Transfergesellschaft)
- Ununterbrochener Verlauf von Entgeltpunkten in der Rentenversicherung
- Bezug von Transferkurzarbeitergeld für maximal zwölf Monate
- Professionelle Betreuung in der beruflichen Neuorientierung
- Finanzierung von Weiterbildungsmaßnahmen
- Teilnahme an innerbetrieblichen Qualifizierungsmaßnahmen (Probearbeit)
- Bewerbungen aus einem Beschäftigungsverhältnis heraus
- Risikolose Arbeitserprobung bei einem potentiellen neuen Arbeitgeber durch Ruhendstellung des Arbeitsverhältnisses in der Transfergesellschaft

Von den Auswirkungen einer Transfergesellschaft profitieren auch die Arbeitsagenturen. Die eigentlich mit dem Betreuungs- und Vermittlungsauftrag ausgestatteten Arbeitsagenturen leisten mit der Förderung von Transfergesellschaften einen wesentlichen Beitrag zur Reintegration der entlassenen Beschäftigten. Die aufwendige Betreuung der von Arbeitslosigkeit bedrohten Mitarbeiter wird externen Spezialisten übertragen, die sich auf die Vermittlung konzentrieren können. Die Arbeitsagenturen werden so umfangreich entlastet.

## Nachteile und Kritik
Transfergesellschaften können rechtlich mittlerweile unabhängig von der Betriebsgröße und der Zahl der betroffenen Mitarbeiter dann installiert werden, wenn (drohende) Massenentlassungen (§ 17 KSchG) vorliegen. Aufgrund der Komplexität des Themas wird die Inanspruchnahme von Transfergesellschaften im Fall von Entlassungen in kleineren oder mittleren Betrieben von den handelnden Personen häufig nicht in Erwägung gezogen. Auch die Möglichkeit von kostenneutralen Konstrukten (Ausstattung der Transfergesellschaft) ist zumeist nicht bekannt. Ebenso wird häufig davon ausgegangen, dass in dem betroffenen Betrieb ein Betriebsrat eingerichtet sein muss, weil nur aufgrund erzwingbarer Mitbestimmungsrechte des Betriebsrates eine wirtschaftliche Motivation für den Arbeitgeber zu Transfermaßnahmen besteht. Aber auch ohne Betriebsrat kann es für den Arbeitgeber/Betrieb interessant sein, Transferinstrumente in Anspruch zu nehmen.
In der öffentlichen Debatte um den Einsatz von Transfergesellschaften werden verschiedene Aspekte von Transfergesellschaften von unterschiedlichen Interessengruppen kritisiert.
Ein Teil dieser Debatte behandelt den Vorwurf, dass Transfergesellschaften ein geringes Niveau an aktiver Arbeitsmarktpolitik leisten. Es werden darin Erfolgsquoten von ca. 20–80 % Vermittlungserfolg berichtet, und lag am Beispiel des geschlossenen Opel-Werks in Bochum sogar noch darunter. Dies wird in mehreren Fällen mit dem Symbol eines Parkplatzes verbunden. Dem entgegen kommt eine empirische Studie der Gesellschaft für innovative Beschäftigungsförderung, die als eigenständige Landesgesellschaft dem Geschäftsbereich für die Bereiche Arbeit und Soziales dem Ministerium für Arbeit, Gesundheit und Soziales NRW zugehörig ist, zu dem Schluss, dass dem „medial produzierten Stereotyp von Transfergesellschaften als ‚Parkplatz für Überzählige‘ [...] ohne arbeitsmarktpolitischen Nutzen entschieden widersprochen werden kann. Das Bild der/des unzufriedenen Teilnehmerin/Teilnehmers, der sich in einer nur verwahrenden Transfergesellschaft aufhält, lässt sich auf Basis dieser Befragung nicht aufrechterhalten.“. Die Studie empfiehlt eine stärkere Ausrichtung auf abschlussbezogene und investive Qualifizierungen, als dies in der bisherigen Praxis von Transfergesellschaften der Fall ist.
Die Durchführung einer Transfergesellschaft ist immer wieder mit der Insolvenz des Unternehmens verbunden bzw. durch diese veranlasst. Investoren, die eine übertragende Sanierung bieten, machen es regelmäßig zur Voraussetzung der Übernahme, dass ein bestimmtes Quorum, nicht selten die gesamte Belegschaft, in die Transfergesellschaft überführt wird, um dann einige nach keinerlei sozialen Kriterien ausgewählte Arbeitnehmer wieder einzustellen. In dieser Praxis wird teils eine Umgehung von § 613a BGB erblickt, die allerdings vom BAG in ständiger Rechtsprechung verneint wird.
Eine Evaluation der Transfergesellschaften durch das Institut zur Zukunft der Arbeit (IZA) kam zu dem Ergebnis, dass diese keine höheren Vermittlungserfolge als die Agenturen für Arbeit erzielten. Dies sei ein Argument für die Einstellung der Transferinstrumente, so die Autoren. Aufgrund der Datenlage empfahl die Studie weitere wissenschaftliche Untersuchungen, um „möglicherweise erfolgreiche Strategien“ von Transfergesellschaften zu identifizieren und für zukünftige Reformen in Anschlag zu bringen.